# Morti nel 1470
| Questa pagina contiene informazioni ricavate automaticamente dalle voci biografiche con l'ausilio del template Bio e di un bot. L'aggiornamento è periodico e automatico e ricostruisce completamente la pagina. Se manca una persona in questa lista, sei pregato di non aggiungerla, ma accertati piuttosto che la sua voce biografica contenga il template Bio e che i dati anagrafici siano correttamente compilati. Se il template Bio manca, inseriscilo tu stesso o, in alternativa, metti l'avviso {{tmp\|Bio}} che ne segnala la mancanza. Se i dati riportati sono sbagliati, correggi direttamente la voce biografica; le modifiche saranno visibili in questa lista entro pochi giorni. Per chiarimenti vedi il progetto biografie. La lista contiene solo le 41 persone che sono citate nell'enciclopedia e per le quali è stato implementato correttamente il template Bio. Pagina aggiornata al 10 giu 2025. |

- 2 gennaio - Heinrich Reuß von Plauen, militare tedesco
- 13 febbraio - Salvatore Cubello, nobile italiano (n. 1404)
- 6 marzo - Medea Colleoni, nobildonna italiana (n. 1455)
- 17 marzo - Giovanni da Tolentino, nobile e condottiero italiano
- 16 aprile - Tommaso Benci, mercante, poeta e scrittore italiano (n. 1427)
- 20 aprile - Timoteo Maffei, arcivescovo cattolico italiano (n. 1415)
- 5 maggio - Lucio di Savoia, religioso italiano
- 15 maggio - Carlo VIII di Svezia, sovrano (n. 1409)
- 15 luglio - Alexander Gordon, I conte di Huntly, nobile scozzese
- 8 agosto - Sallustio Malatesta, nobile italiano (n. 1450)
- 19 agosto - Richard Olivier de Longueil, cardinale francese (n. 1406)
- 21 agosto - Cristoforo da Soldo, storico italiano
- 31 agosto - Federico II di Vaudémont, nobile francese
- 6 settembre - Giovanni Antonio da Faye, storiografo e poeta italiano (n. 1409)
- 18 settembre - Ferdinando d'Aviz, principe portoghese (n. 1433)
- 4 ottobre - Rodrigo Sánchez de Arévalo, vescovo cattolico spagnolo (n. 1404)
- 5 ottobre - Matteo Carreri, religioso italiano (n. 1420)
- 18 ottobre - John Tiptoft, I conte di Worcester, politico inglese (n. 1427)
- 23 novembre - Gastone di Foix-Navarra, nobile (n. 1444)
- 16 dicembre - Giovanni II di Lorena, duca francese (n. 1424)
- 23 dicembre - Corrado da Fogliano, condottiero italiano
- Graziolo Accarisi, giurista e politico italiano (n. 1380)
- Giorgio Amiroutzes, letterato bizantino (n. 1400)
- Giovan Battista Bracciolini, religioso e storico italiano (n. 1439)
- Michele Critoboulos, politico e storico bizantino (n. 1410)
- Paolo Erizzo, politico italiano (n. 1411)
- Ibn Taghribirdi, storico egiziano (n. 1410)
- Valerio Galeotto Malatesta, nobile e religioso italiano
- Giacomo Mariani, vescovo cattolico italiano
- Alfonso Martínez de Toledo, scrittore e presbitero spagnolo (n. 1398)
- Bruno Mazzei, orafo italiano (n. 1389)
- Matteo Nuti, architetto italiano
- Maria Ormani, religiosa, calligrafa e miniatrice italiana (n. 1428)
- Demetrio Paleologo, bizantino (n. 1407)
- Tord Pedersson Bonde, arcivescovo cattolico svedese
- Luca Pulci, poeta italiano (n. 1431)
- Paolo Romano, scultore e orafo italiano
- Rum Mehmed Pascià, militare e politico ottomano
- Xia Chang, pittore e politico cinese (n. 1388)
- Antonio da Fabriano, vescovo cattolico italiano
- Nicolò dall'Aste, vescovo cattolico, teologo e medico italiano